# Nikolái Mordvínov
El conde Nikolái Semyonovich Mordvínov (en ruso: Николай Семёнович Мордвинов; San Petersburgo, 17 de abril de 1754 - íd., 30 de marzo de 1845) fue un almirante y pensador político ruso de ideas liberales, muy reputado durante el reinado del zar Alejandro I. Estuvo asociado a las frustradas reformas de Mijaíl Speranski, a quien asesoró sobre las formas de mejorar el desempeño de la economía nacional.

## Biografía
Mordvínov era hijo del almirante Semyon Ivanovich Mordvínov (1701-1777) y comenzó su carrera en la Armada a una edad temprana, en 1766, con el rango de guardiamarina. Siendo tan anglófilo como su par Pável Chichágov, pasó tres años, de 1774 a 1777, sirviendo en barcos ingleses en la Norteamérica británica. En 1783, acompañó a Chichágov durante su expedición al Mediterráneo. Sin embargo, se sintió incómodo con la gestión de la Armada Imperial Rusa por parte de Grigori Potiomkin y José de Ribas, y se retiró a fines de la década de 1780.
Su carrera dio un salto adelante bajo el zar Pablo I, quien compartió su intenso disgusto por la camarilla de Potiomkin y llamó de nuevo a Mordvínov al servicio con el rango de almirante. En 1799 fue nombrado vicepresidente del Almirantazgo. Tres años más tarde, cuando el Almirantazgo se transformó en el Ministerio de Marina, se convirtió en el primer ministro de Marina de la Rusia Imperial, pero cedió este puesto a Pável Chichágov pasados tres meses.
La mentalidad independiente y el estilo de vida anglófilo de Mordvínov lo convirtieron en un favorito de la sociedad moscovita. En 1806, la nobleza moscovita lo eligió para dirigir un cuerpo de voluntarios que se alistaron contra Napoleón. Se hizo particularmente popular entre los jóvenes liberales, quienes admiraban su coraje para oponerse al gobierno cuando era necesario. Tanto el decembrista Kondrati Ryléyev como Aleksandr Pushkin le dedicaron poemas entusiastas.
Consideró que la servidumbre en Rusia era el principal obstáculo para su desarrollo económico, y escribió que "La libertad, la propiedad, la ilustración y la justicia son los principales y únicos orígenes de la riqueza". También abogó por la libre empresa, los principios de la propiedad privada y, al igual que Mijaíl Vorontsov, defendió la creación de un arancel aduanero proteccionista.

En 1823, Mordvínov fue elegido presidente de la Sociedad Económica Libre para el Fomento de la Agricultura y la Ganadería, primera sociedad científica en Rusia que formalmente no dependía del gobierno, y, por ello, considerada el foco principal del liberalismo ruso. Era un puesto de alto perfil que ocupó durante diecisiete años (1823-1840). Durante su mandato, compró maquinaria agrícola inglesa e intentó reformar las prácticas agrícolas tradicionales. Además esbozó sus puntos de vista económicos en una serie de escritos. Falleció a la edad de noventa años en San Petersburgo.

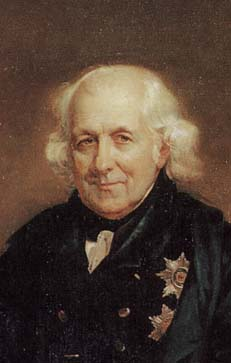
El almirante y político liberal Nikolái Mordvínov.

## Honores y premios
- Orden de San Andrés
- Orden de San Alejandro Nevski
- Orden de San Vladimir de primera clase.
- Orden de Santa Ana de primera clase.